# خوان مانويل مارتينيز نافا
خوان مانويل مارتينيز نافا هو سياسي مكسيكي، ولد في 15 فبراير 1954 في San Felipe del Progreso ‏ في المكسيك. نشط حزبياً في الحزب الثوري المؤسساتي. وقد انتخب عضو مجلس النواب المكسيك ‏.